# Gabriela Markus
Gabriela Markus (Teutônia, 20 febbraio 1988) è una modella brasiliana.
È stata incoronata Miss Brasile 2012 e rappresenterà il Brasile a Miss Universo 2012.

## Biografia
Gabriela Markus è nata a Teutônia, Taquari Valley, nello Stato di Rio Grande do Sul. Nel 2010 partecipa al concorso Miss Rio Grande do Sul, dove si classifica solo alla seconda posizione. Due anni dopo, tuttavia ripartecipa alla gara ed ottiene il titolo, che le consente di proseguire la propria strada e partecipare a Miss Brasile
Il 29 settembre 2012, Gabriela Markus partecipa e vince il titolo di Miss Brasile, donando allo Stato di Rio Grande do Sul il suo dodicesimo titolo nazionale, e facendolo diventare lo Stato del Brasile più titolato nella storia del concorso.
Grazie alla vittoria del titolo di Miss Brasile, la modella ha la possibilità di partecipare al prestigioso concorso internazionale Miss Universo 2012.